# Albert Dams mindelegat
Stipendium fra Albert Dams mindelegat blev uddelt for første gang i oktober 1995. Den uddeles hvert år til en talentfuld dansk forfatter.
Fonden blev oprettet af Berthe Jönsson – død 8. juli 1993, som var i familie med Albert Dam. Et legat gives hvert år til en mandlig eller kvindelig dansk forfatter til en litterær indsats.
Årets legatmodtager bliver hvert år udpeget af et legatudvalg via Dansk Forfatterforening. Afgørende for tildelingen er alene talentet.

## Priser og udmærkelser (udvalg)
| År   |  | Vinderen                     | Kommentar |
| ---- |  | ---------------------------- | --- |
| 2023 |  | Jeppe Krogsgaard Christensen | |
| 2022 |  | Bjørn Rasmussen              | Uddelt 24. juni 2022 |
| 2021 |  | Glenn Bech                   | Uddelt 27. august 2021 |
| 2020 |  | Adda Djørup                  | Uddelt 27. august 2021 |
| 2018 |  | Peter Højrup                 | |
| 2017 |  | Hanne Højgaard Viemose       | |
| 2016 |  | Caspar Eric                  | |
| 2015 |  | Signe Gjessing               | |
| 2014 |  | Asta Olivia Nordenhof        | |
| 2012 |  | Peder Frederik Jensen        | |
| 2010 |  | Trisse Gejl                  | |
| 2008 |  | Preben Major Sørensen        | |
| 2007 |  | Pia Juul                     | |
| 2006 |  | Ida Jessen                   | Uddelt 1. juni 2006 |
| 2004 |  | Knud Erik Pedersen           | Uddelt 27. januar 2005 |
| 2003 |  | Jens Smærup Sørensen         | Uddeling: 40.000, uddelt 29. januar 2004, af Bibliopaten Jes Stein Pedersen i Politiken 31. januar 2004.                                                          |
| 2002 |  | Camilla Christensen          | Uddeling: 30.000 |
| 2001 |  | Jens-Martin Eriksen          | |
| 2000 |  | Vagn Lundbye                 | Uddeling: 50.000 |
| 1999 |  | Hans Otto Jørgensen          | Uddeling: 40.000 |
| 1998 |  | Christian Skov               | Uddeling: 50.000 |
| 1997 |  | Grete Roulund                | Uddeling: 40.000 |
| 1996 |  | Janus Kodal                  | |
| 1995 |  | Jens Frimann Hansen          | Bidrag til udarbejdelsen af en bibliografi af Albert Dams forfatterskab – med 30.000 til støtte for den bog om Albert Dam-pladsen og 15 000 til bogens forfatter. |